# Campus Live
Campus Live (CD+DVD), uscito il 12 novembre 2004, è un album del cantautore italiano Antonello Venditti, registrato dal vivo a Cinecittà Campus durante le prove del tour. 

## Il disco
L'unico inedito è Addio mia bella addio, registrata in studio. Venditti ha dichiarato al riguardo: "È una canzone popolare italiana, cantata dai soldati. Ho ritrovato un mio antico provino del 1974 (Antonello aveva inciso un pezzo in cui cantava il solo ritornello, ndr) in cui cantavo "Addio mia bella addio", una canzone dei soldati italiani sul Carso, nata per la verità da una poesia del 1848 (di Carlo Alberto Bosi, il riferimento è la battaglia di Curtatone e Montanara ndr). Poi mi sono accorto che una canzone popolare anglo-americana, "Waltzing Matilda", ritrovabile anche in Australia e rifatta anche da Tom Waits, ha lo stesso ceppo sonoro di "Addio mia bella addio". Mi ci sono ficcato dentro e ne ho dato la mia versione, riscrivendone il testo". (L'Arena di Verona, 8 novembre 2004)
Nella canzone ci sono molti riferimenti all'attualità, in un'intervista il cantautore ha detto di aver iniziato a scrivere questa canzone dopo la strage di Nassiriya. A metà canzone c'è la voce di una donna che recita in inglese una preghiera buddhista
Insieme al CD c'è anche un DVD.

## Tracce
Testi e musiche di Antonello Venditti, eccetto dove indicato
1. Che fantastica storia è la vita - (Antonello Venditti - Maurizio Fabrizio) 6:28
2. Qui - 5:00
3. Ruba - 4:18
4. Piero e Cinzia - 5:57
5. 21 modi per dirti ti amo - (Antonello Venditti, Danilo Cherni, Maurizio Perfetto) 4:59
6. Roma capoccia - 4:12
7. Sotto il segno dei pesci - 5:23
8. Alta marea - (Antonello Venditti - Neil Finn) 5:26
9. Notte prima degli esami - 5:18
10. Amici mai - 5:14
11. Lacrime di pioggia - 4:20
12. Il compleanno di Cristina - 5:38
13. In questo mondo di ladri - 5:11
14. Ci vorrebbe un amico - 5:44
15. Addio mia bella addio - 4:07

## Il DVD
Questo speciale DVD (60 minuti) contiene le immagini registrate durante le prove, il backstage del concerto, curiosità e un'intervista a Venditti.
Regia di Emiliano Ereddia.

## I musicisti
- Batteria Derek Wilson
- Basso Fabio Pignatelli
- Organo e Keyboards Alessandro Centofanti
- Chitarre Acustiche ed Elettriche Marco Rinalduzzi, Maurizio Perfetto e Giovanni Di Caprio
- Sax Amedeo Bianchi
- In Addio mia bella addio "Uomo orchestra" Bruno Zucchetti.